# Simonburn
Simonburn – wieś w Anglii, w hrabstwie Northumberland. Leży 39 km na zachód od miasta Newcastle upon Tyne i 418 km na północ od Londynu.